# Bauvereinshäuser

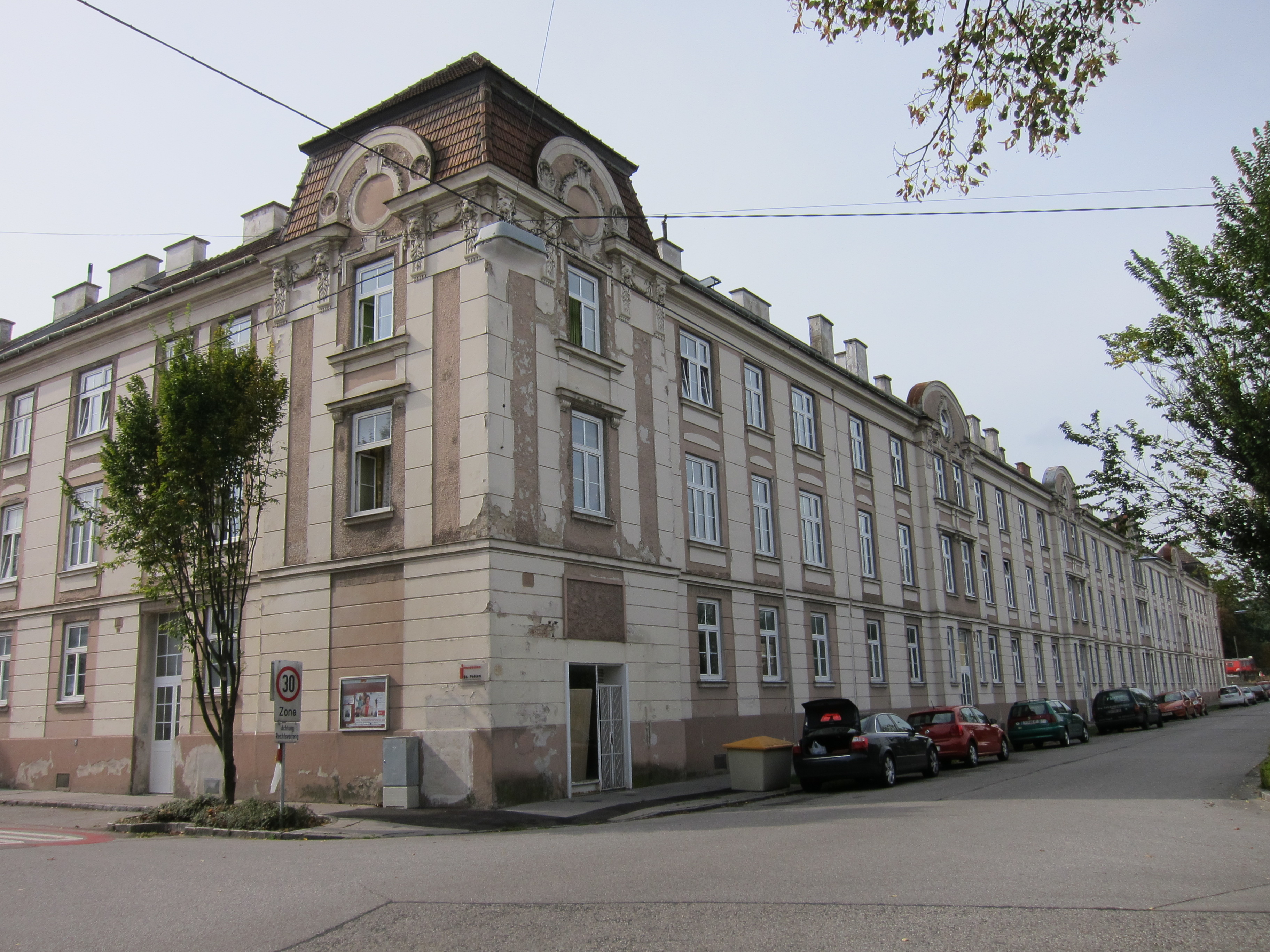
Ecke August Hassack-Straße / Kranzbichlerstraße

Die Bauvereinshäuser sind eine denkmalgeschützte Gebäudegruppe aus Wohnhäusern in St. Pölten. Sie befindet sich an der August Hassack-Straße 16–22, der Kranzbichlerstraße 61–69 sowie an der Leobersdorfer Bahnstraße 11. Der gesamte Wohnblock befindet sich im Besitz der Stadt St. Pölten.

## Beschreibung
Die Gebäudegruppe wurde für Arbeiter der 1903 in St. Pölten neu entstandenen Voithfabrik errichtet, Bauherr war jedoch der „Verein zur Erbauung billiger Wohnungen“, den Hermann Ofner 1903 zur Errichtung von Arbeiterwohnungen (unter anderem auch für die Erste österreichische Glanzstoff-Fabriken AG) gründete. Die Gebäude entstanden 1907 bis 1911 nach Plänen des Architekten Rudolf Wondracek, nachdem der Komplex fertiggestellt war, wurde er von der Voith übernommen.
Die Anlage besteht aus dreigeschoßigen Gebäuden, die zu einem offen vierflügeligen Komplex zusammengebaut sind, ursprünglich hätte der Komplex geschlossen ausgeführt werden sollen. Die Fassade zeigt neben Jugendstilmotiven auch historistische Elemente und wird zur Kranzbichlerstraße durch flache, zweiachsige Risalite mit Flachbogengiebeln gegliedert. Die Eckhäuser werden durch einachsige Risalite mit Pyramidendach verziert.

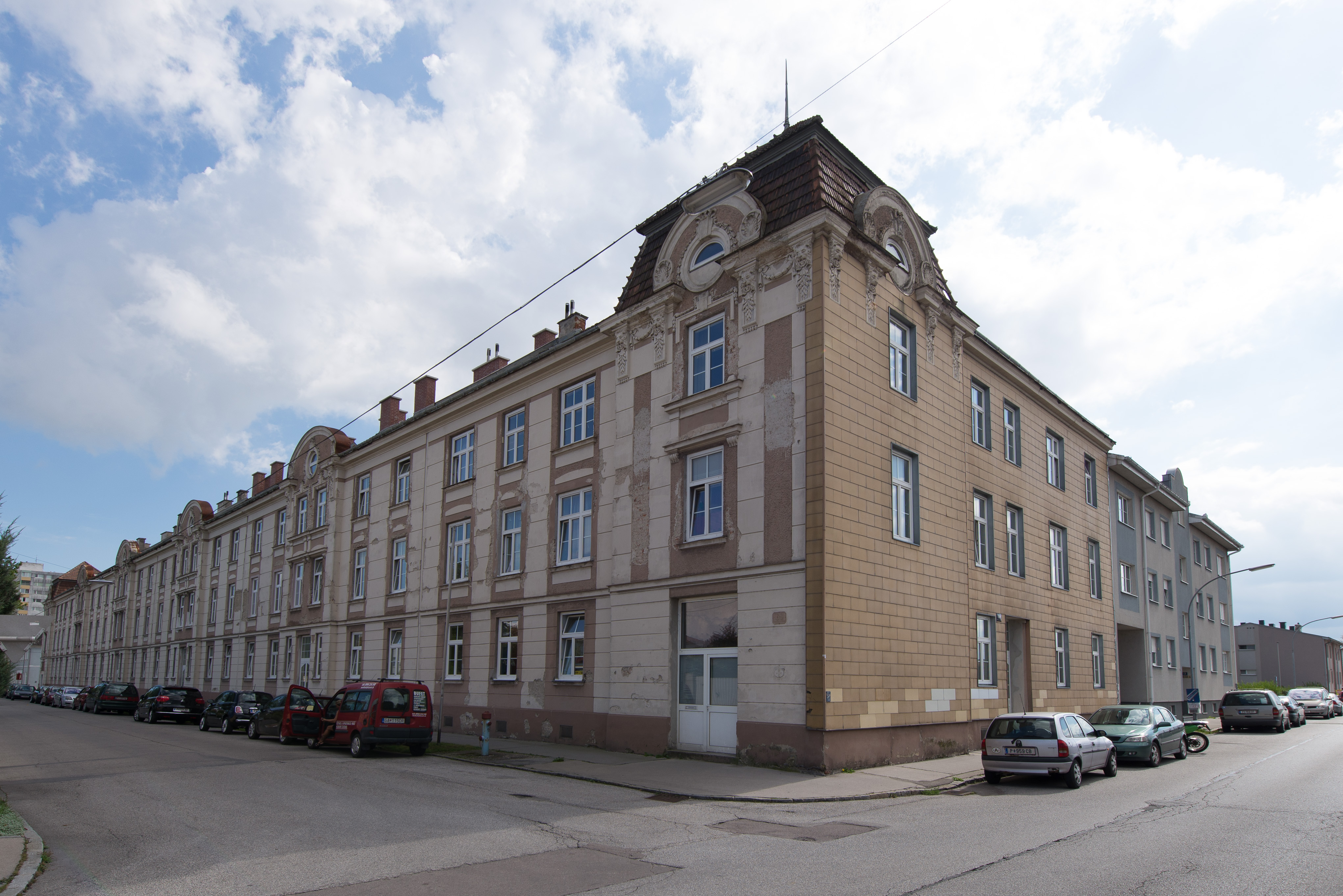
Ecke Kranzbichler Straße/Leobersdorfer Bahnstraße
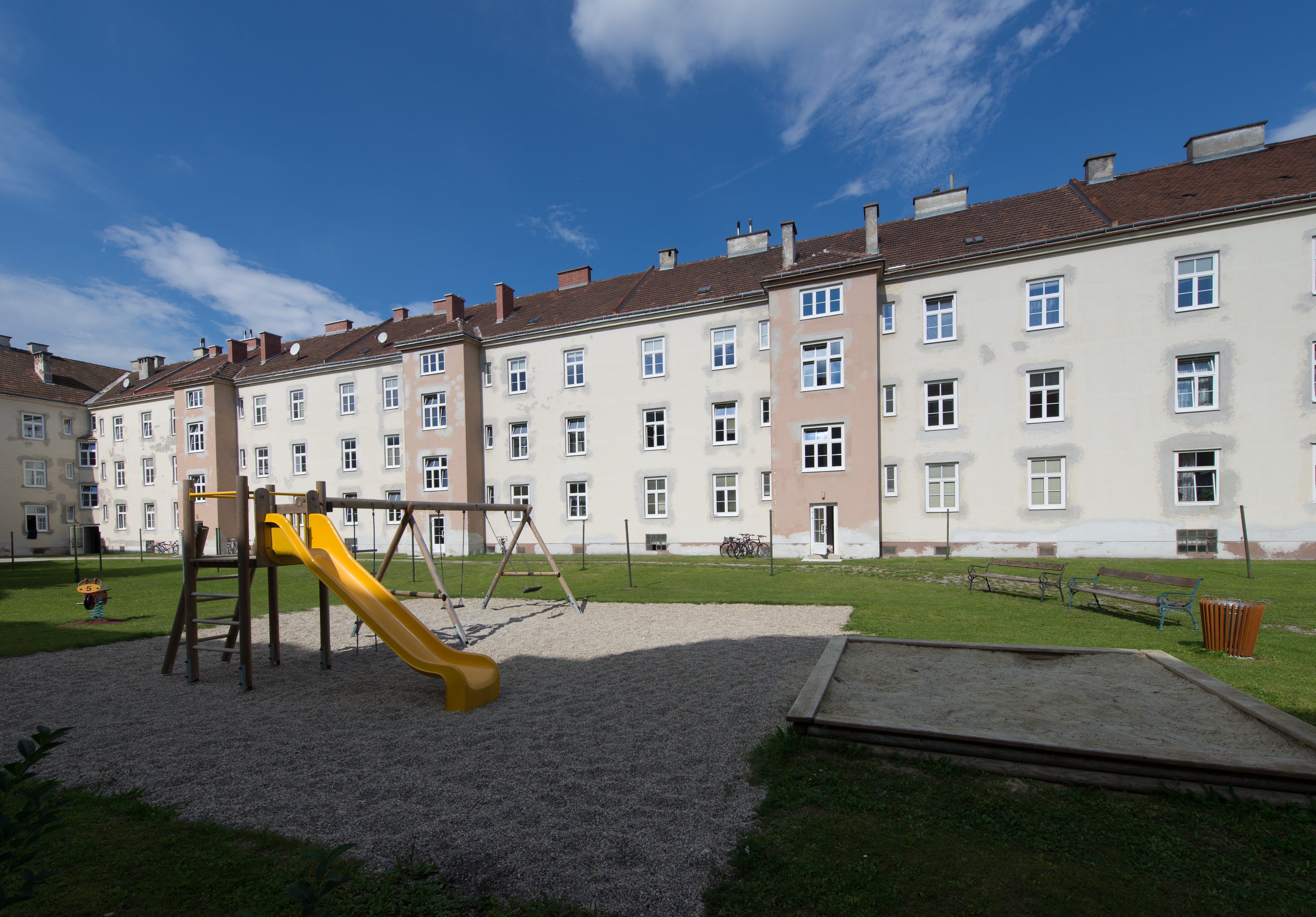
Innenhof (Blickrichtung Kranzbicher Straße)
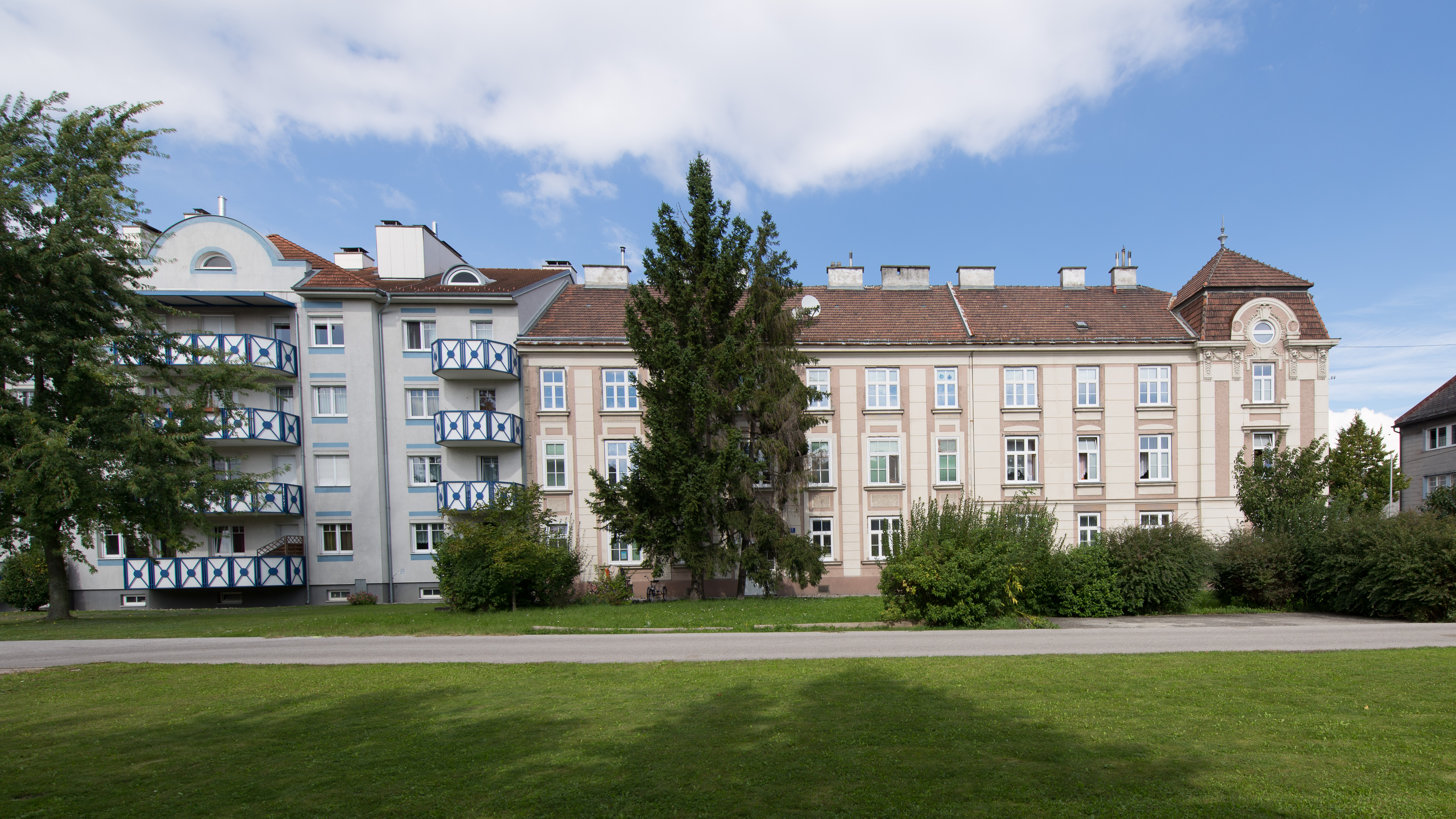
Ansicht von Süden
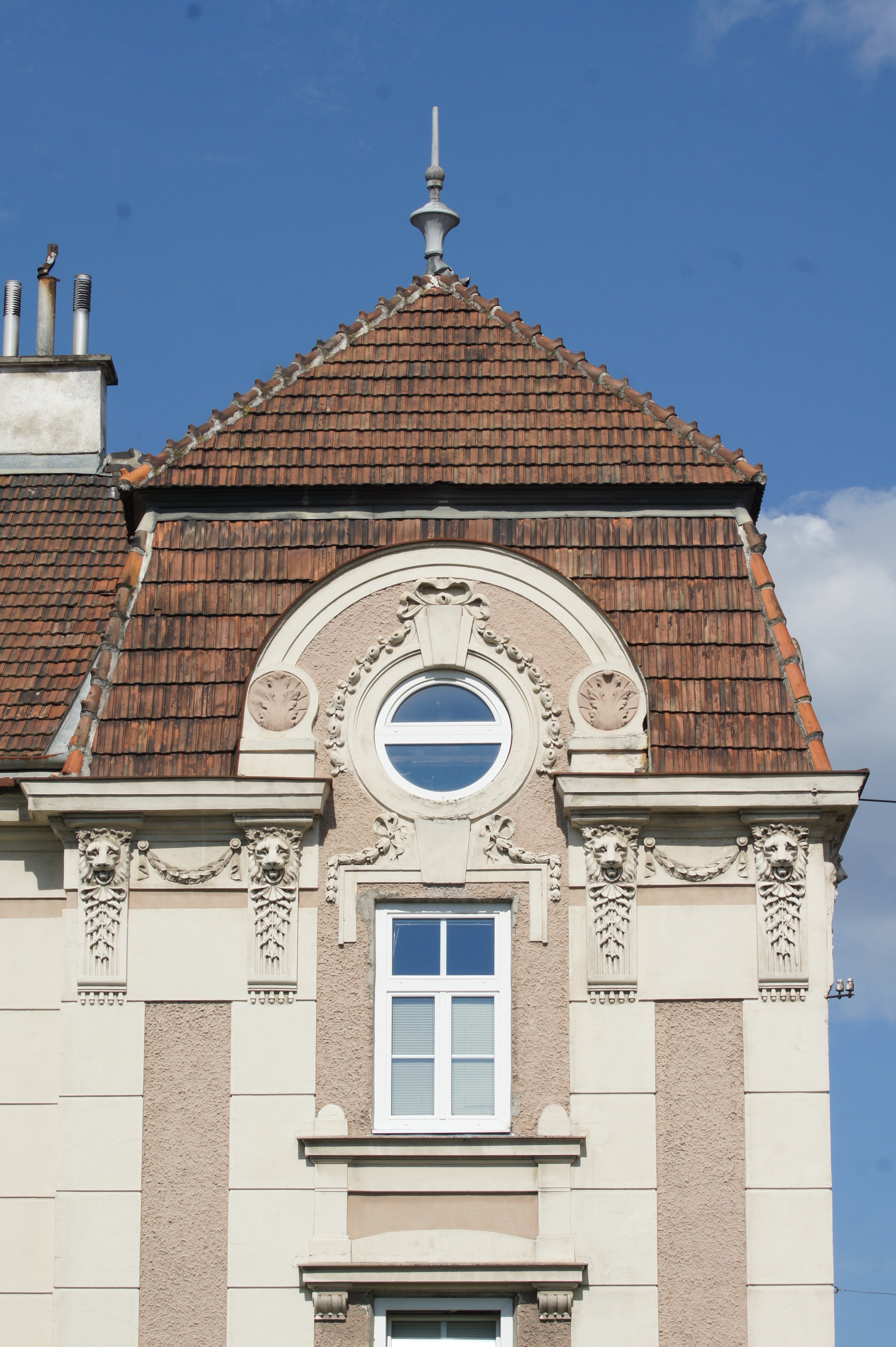
Detail Südostecke
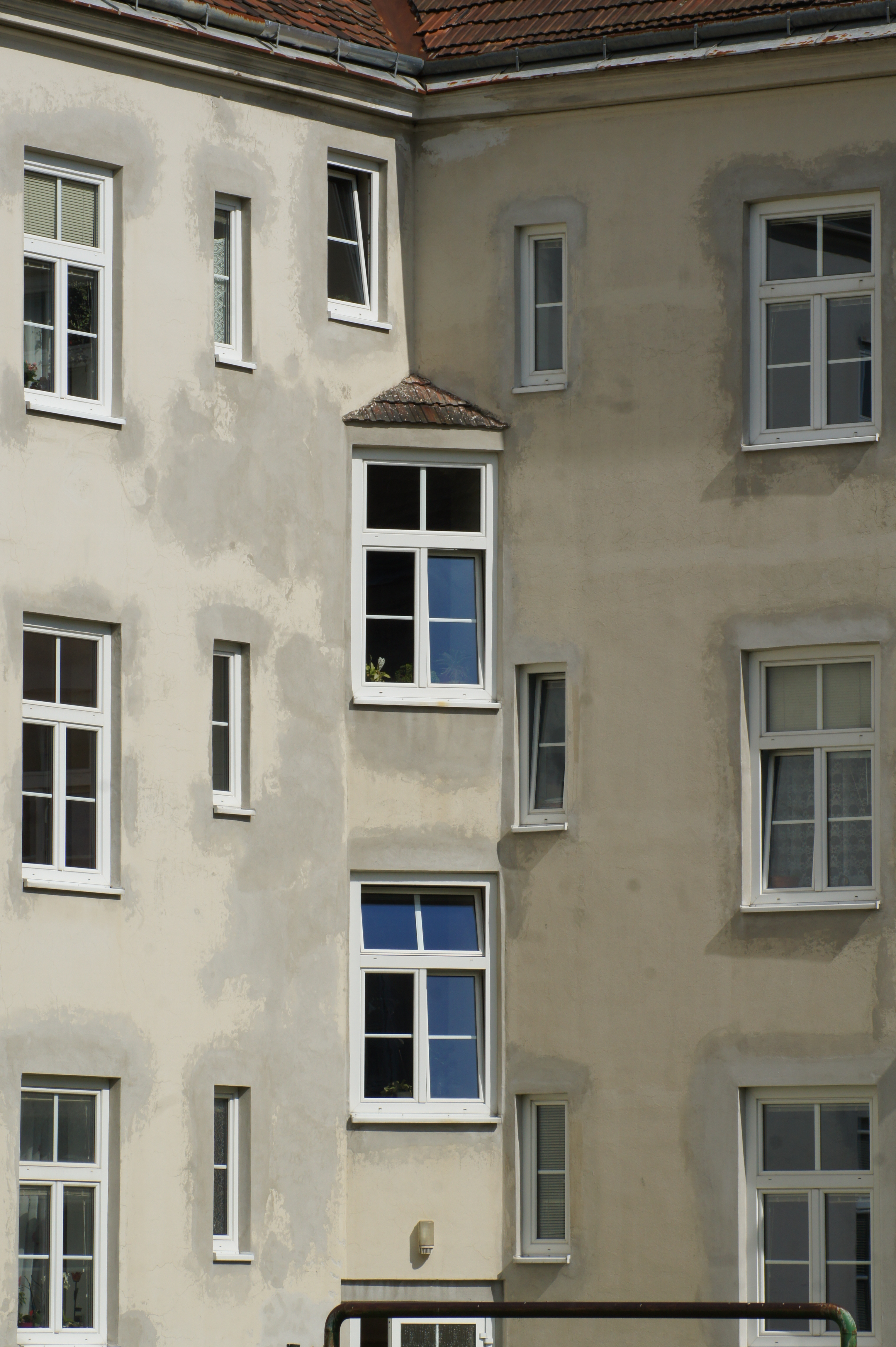
Detail Innenhof